# Theodore Dwight Weld
Theodore Dwight Weld (Hampton (Connecticut), 23 de novembre de 1803 - 3 de febrer de 1895), fou un activista estatunidenc en favor de l'abolició de l'esclavitud.
Weld va ser escriptor, editor, conferenciant i organitzador. És conegut com a coautor del compendi American Slavery As It Is: Testimony of a Thousand Witnesses (1839). Harriet Beecher Stowe va basar en part la seva novel·la La cabana de l'oncle Tom en aquest text. El mateix és considerat com una de les principals influències del moviment antiesclavista. Weld es va mantenir en el moviment abolicionista fins que es va acabar amb l'esclavitud als Estats Units amb la Tretzena Esmena de la Constitució dels Estats Units el 1865.

## Biografia
Weld, fill i net de ministres del Congrés, quan tenia 14 anys es va fer càrrec de la granja del seu pare a prop de Hartford (Connecticut) i va estudiar a la Phillips Academy. Va estudiar fins al 1822, quan la manca de visió el va fer abandonar els estudis. Un doctor el va animar a viatjar; ho va fer durant tres anys, fent conferències sobre tècniques de memòria. En aquests viatges va anar al Sud dels Estats Units, on va veure de primera mà l'esclavitud. Weld va anar a viure a Nova York amb la seva família i va estudiar al Hamilton College, on va esdevenir deixeble de Charles Grandison Finney, un famós evangelista. Va passar molts anys treballant amb Finney com a membre de la seva germandat abans de decidir d'esdevenir un predicador i entrar al Oneida Manual Labor Institute d'Oneida, Nova York. A allà, va llegir sobre les virtuts del treball manual, la temprança i la reforma moral. Als 28 anys fou contractat pels filantrops reformistes Lewis i Arthur Tappan per treballar per la Society for Promoting Manual Labor in Literary Institutions.
Influenciat per Charles Stuart, un abolicionista oficial britànic retirat i altres al Western Reserve College, Weld va acollir la causa de l'emancipació dels negres.
Durant el seu temps com a agent del treball manual, Weld va esdevenir estudiant del Lane Theological Seminary de Cincinnati el 1833. A allà va esdevenir el líder dels anomenats " Lane Rebels ", un grup d'estudiants que feien debats sobre temes com l'esclavitud. Així, es va decidir a donar suport a l'abolicionisme. El grup també van ajudar a 1500 negres lliures de la ciutat. Quan les autoritats de l'escola els van prohibir a parlar sobre l'esclavitud, el 80% dels estudiants van abandonar-la i van passar al nou Oberlin Collegiate Institut (posteriorment anomenat Oberlin College). Weld, de totes maneres va anar a Nova York per a participar en la nova Societat Antiesclavista Estatunidenca.

### Carrera
Després del 1830, Weld va esdevenir un dels líders del moviment antiesclavista i va treballar amb Arthur Tappan, filantrop novaiorquès, James G. Birney, Gamaliel Bailey i les Germanes Grimké.
Va deixar de fer conferències el 1836 perquè va perdre la seva veu i va començar a editar llibres i pamflets de la Societat Antiesclavista Estatunidenca. Entre el 1836 i el 1840, Weld va treballar com a editor del The Emancipator. També va dirigir la campanya nacional per enviar peticions en contra de l'esclavitud al Congrés estatunidenc i va ajudar a John Quincy Adams quan el Congrés dels Estats Units va atacar a Adams perquè no va violar la gag rule (llei de la mordassa) quan va les va llegir (no es podia discutir el tema de l'esclavitud al Congrés).
Weld es va casar amb Angelina Grimké una decidida abolicionista i activista pels drets de les dones el 1838. El 1839 ell i les germanes Grimké van co-escriure el llibre American Slavery As It Is: Testimony of a Thousand Witnesses. Com que Weld va utilitzar pseudònims en tots els seus escrits, no és tant conegut com molts dels altres defensors dels drets civils del Segle XIX.
Segons l'Enciclopèdia Columbia:

Molts historiadors veuen a Weld com la figura més important del moviment abolicionista, per sobre de Garrison però la seva passió per l'anonimat el va fer una figura poc coneguda de la història americana.
El 1854, Weld va establir una escola a la comunitat utòpica Raritan Bay Union a Perth Amoy, Nova Jersey. L'escola acceptava alumnes de totes les races i gèneres. El 1864 va anar a viure a Hyde Park (Massachusetts), a on va ajudar a obrir una altra escola a Lexington que tenia els mateixos principis. Entre els pupils d'aquesta escola hi va haver la poeta de Filadèlfia, Florence Earle Coates, neta de l'abolicionista Thomas Earle.

## Família
Weld era fill de Ludovicus Weld i Elizabeth Clark Weld. El seu germà, Ezra Greenlear Weld fou un famós fotògraf amb daguerreotip que també fou abolicionista.
Membre de la famíla Weld de Nova Anglaterra, tenia ancestres comuns amb el governador de Massachusetts William Weld i l'actriu Tuesday Weld, entre d'altres. La seva branca familiar mai va aconseguir la riquesa dels seus parents de Boston.
Weld va viure a Hampton (Connecticut) fins que la seva família va anar a Pompeny (Nova York). Es va casar amb Angelina Grimké el 1838.

## Treballs
Fou autor de molts pamflets i a més a més de:
- The Power of Congress over the Distric of Columbia (Nova York, 1837).
- American Slavery as It Is: Testimony of a Thousand Witnesses (coautor juntament amb les Germanes Grimké) (1839).
- Slavery and the Internal Slave Trade in the United States (Londres, 1841).
- In Memory: Angelina Grimké Weld (1880).